# Américo Bonetti
Américo Bonetti (ur. 22 kwietnia 1928 w Santa Fe, zm. 14 czerwca 1999 tamże) – argentyński pięściarz. Reprezentant kraju podczas igrzysk olimpijskich w 1952 w Helsinkach.
Na igrzyskach w Helsinkach wystąpił w turnieju wagi lekkiej. Najpierw wygrał z Johnnym van Rensburgiem ze Związku Południowej Afryki, a następnie pokonał Leopolda Potesila z Austrii. W walce o strefę medalową przegrał z Gheorghe Fiatem z Rumunii.
Od 1952 do 1961 walczył jako bokser zawodowy. Stoczył 398 walk, z których wygrał 17, przegrał 10 i zremisował 11.